# Grube Silbergründle
Die Grube Silbergründle bei Seebach im Schwarzwald war ein Blei- und Silber-Bergwerk. Historisch gesichert ist, dass der Bergbau im 12. oder 13. Jahrhundert begann und um das Jahr 1770 endete. Seit 1984 wird die Grube als Besucherbergwerk genutzt.

## Geologie
Die Grube erschließt zwei Quarz-Gänge, von bis zu 1,5 m Mächtigkeit. Beigestein ist Seebachgranit. Die Gänge enthalten Bleiglanz, Fahlerz, sowie Eisen-Mangan- und Kupfer-Oxide.

## Geschichte
Es sind keine historischen Namen der Grube überliefert, der heutige Name orientiert sich am Namen des Gewanns, in dem die Grube liegt. Historische Dokumente und Urkunden zu der Grube fehlen vollständig. Aus der Art des Stollen-Ausbaus und dem Fund zweier Öllampenschalen aus Ton, die in das 13. oder 14. Jahrhundert datiert wurden, ließ sich der Beginn des Bergbaus im Silbergründle auf das 12. oder 13. Jahrhundert eingrenzen. Wesentlich älterer Bergbau kann nicht ausgeschlossen werden. Im 17. Jahrhundert verzeichnet eine Karte der Burg Bosenstein erstmals das Silbergründle. Für das 18. Jahrhundert ist gleichfalls Abbau belegt, da im Erzknappenlochstollen gefundene Holzreste auf die Jahre 1767 bis 1772 datiert wurden.

## Grubengebäude

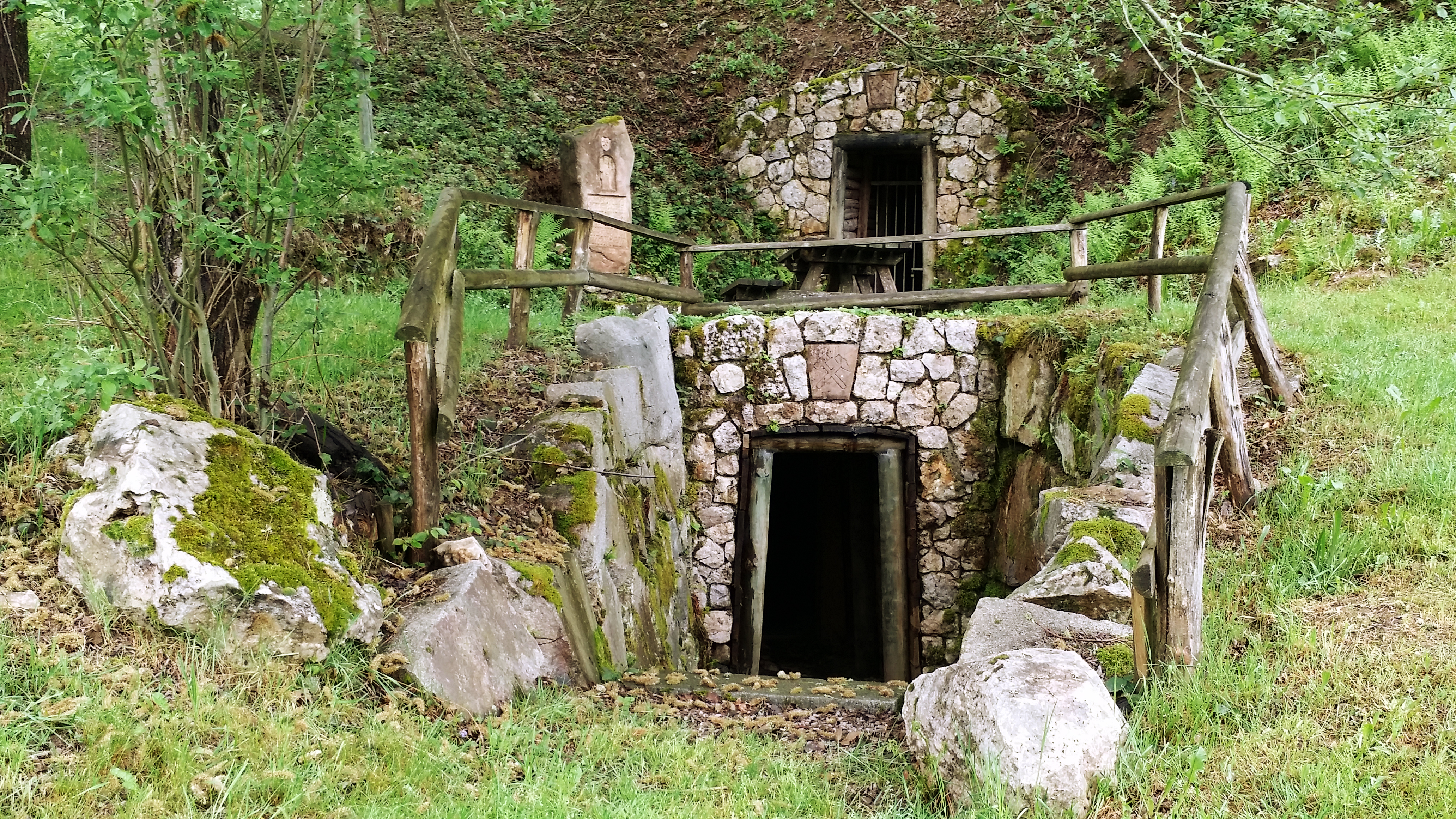
Oberer und Unterer Stollen

Es sind die nachfolgend aufgeführten Stollen und Schächte bekannt, Messungen mit dem Georadar zeigten jedoch noch weitere, nicht ausgegrabene Hohlräume an.
- Erzknappenlochstollen, 163 m lang, diente wahrscheinlich der Wasserlösung, ist nicht durchschlägig zu den anderen Stollen Lage
- Unterer Stollen, die Mundlöcher von Oberen und Unteren Stollen liegen nur um wenige Meter versetzt übereinander Lage
- Oberer Stollen Lage
- Schächte Höllenloch 1 und 3, in 6 m Abstand voneinander gelegen, 14 bzw. 15 m Teufe, sind mit den Querschlägen des Oberen und des Unteren Stollen verbunden Lage
- Schacht Höllenloch 2, verschüttet und eingeebnet, ob er mit dem bereits bekannten Grubengebäude in Verbindung steht, ist unbekannt Lage

## Besucherbergwerk
Ab 1978 wurde unter der Leitung des örtlichen Heimatvereins mit der Aufwältigung des Erzknappenstollens begonnen. 1984 begann der Besucherbetrieb im Erzknappenlochstollen. Zwischen 1984 und 2005 wurden in zusätzlichen Grabungskampagnen weitere Teile des Bergwerkes zugänglich gemacht, so dass inzwischen auch der Obere und der Untere Stollen für Besucher freigegeben sind.